# Skautská asociace
The Scout Association je největší skautská organizace ve Velké Británii a také ji reprezentuje ve WOSM. V návaznosti na počátky skautingu v roce 1907, byla Skautská asociace vytvořena v roce 1910 a roku 1912 byla oficiálně zapsána na královskou listinu pod svým původním názvem The Boy Scouts Association.
V současnosti je udávaným cílem Skautské asociace "aktivně zapojit a podporovat mladé lidi v jejich osobním rozvoji, posilovat je ve snaze mýt pozitivní přínos pro společnost". Asociace toho dosahuje použitím skautské výchovné metody a prostřednictví programu pro mládež ve věku 6 až 25 let. Při poslední zveřejněné sčítaní lidu uvedlo 446 000 lidí ve věku 6 až 25 let že jsou členy Skautské asociace, a dalších 40 000 lidí uvedlo že na vstup čeká. Je největší skautskou organisací v Evropě, představuje 35 % členů Evropského skautského regionu.
Dívky jsou do asociace přijímány od roku 1976 kdy jim bylo poprvé umožněno stát se členy R&R, kategorie od 16 do 20 let.[zdroj?] Přijímány do kterékoli kategorie bylo umožněno od roku 1991; avšak přejímat dívky bylo jen volitelné[zdroj?], povinným se to stalo od roku 2007, ačkoli stále mohou být aplikovány náboženské preference. Dle posledního sčítání lidu, je členy 83 363 dívek mezi 6 a 25 lety a 36 565 dospělých žen zapojených do vedení.
Skautská asociace je otevřena členům jakékoli víry a jsou dovoleny různé odchylky skautského slibu na základě těchto náboženských rozdílů. S ohledem na kritiku nedostatečného zohlednění ateistů, v roce 2012 zahájili členové asociace diskutovat možnost vytvoření alternativního Slibu pro nevěřící, a v říjnu 2013, bylo oznámeno že ateistická verze slibu bude zveřejněna v lednu 2014.
Asociace je vedena Náčelníkem, v současnosti je jím dobrodruh a televizní moderátor Bear Grylls, podporován Vrchním komisařem Waynem Bulpittem a Výkonným náčelníkem Mattem Hydem (bývaly výkonný ředitel Národního svazu studentů). Prezidentem asociace je HRH vévoda z Kentu a patronem je král Karel III.
Asociace je členem Národní rady dobrovolných služeb pro mládež.

## Významní členové organizace
Skautská asociace měla v minulosti mnoho významných členů, nejznámějšími z nich jsou:
- David Attenborough - hlasatel a přírodovědec[16]
- David Beckham – anglický mezinárodní hráč fotbalu a bývalý kapitán reprezentace[16]
- Tony Blair – bývalý premiér Spojeného království[17]
- Chris Bonington - horolezec[18]
- David Bowie - skladatel, producent a herec[19]
- Richard Branson – zakladatel Virgin Group[17]
- Ronnie Corbett – herec a bavič pracující s Ronnie Barkerem v britském komediálním seriálu The Two Ronnies[20]
- Bear Grylls – dobrodruh a moderátor, současný Náčelník
- John Major – bývalý premiér Spojeného království[16]
- Paul McCartney – zpěvák, skladatel a basista, bývalý člen kapel Beatles a Wings[16]
- George Michael – zpěvák a skladatel[16]
- Cliff Richard – zpěvák[16]
- Keith Richards – kytarista a skladatel, člen skupiny Rolling Stones[17]
- Harold Wilson – bývalý premiér Spojeného království[21]